# Montereale
Montereale – miejscowość i gmina we Włoszech, w regionie Abruzja, w prowincji L’Aquila.
Według danych na rok 2004 gminę zamieszkiwały 2893 osoby, 27,8 os./km².